# Años 340 a. C.
Los años 340 antes de Cristo transcurrieron entre los años 349 a. C. y 340 a. C.

## Acontecimientos
- Paz de Filócrates, entre Atenas y Macedonia.

## Fallecimientos
- Muerte de Platón (347 a. C.)